# Vermontská republika
Vermontská republika (anglicky Vermont Republic) byl stát v Severní Americe na konci 18. století, na území dnešního státu USA Vermontu.

## Historie
Vermontská republika vznikla během americké revoluce, kdy armáda Ethana Allena, zvaná též Green Mountain Boys vyhnala Brity z této oblasti. Vlajka této armády byla použita jako vlajka nově vzniklého státu. Když stát 15. ledna 1777 vznikl, jmenoval se Republika Nového Connecticutu, název se změnil na Vermontskou republiku až 8. června téhož roku. V roce 1777 byla též uzákoněna ústava, která zakazovala otroctví a dávala volební právo všem dospělým mužům. Stát zanikl 4. března 1791, kdy se připojil k Unii (USA) jako čtrnáctý stát.

### Prezidenti Vermontu
| Jméno             | Roky kdy vládl |
| ----------------- | -------------- |
| Thomas Chittenden | 1778 - 1789    |
| Moses Robinson    | 1789 - 1790    |
| Thomas Chittenden | 1790 - 1791    |